# Saint-Moïse
Pour les articles homonymes, voir Moïse (homonymie).
Saint-Moïse est une municipalité de paroisse dans la municipalité régionale de comté de La Matapédia au Québec située dans la région administrative du Bas-Saint-Laurent.  

## Toponymie
Son nom rappelle le souvenir de l'abbé Moïse Duguay (1820-1870) et évoque aussi le prophète Moïse.

## Histoire
Le premier habitant de Saint-Moïse est Malcolm Fraser, qui s'y établit en 1855 pour opérer un poste de garde le long du chemin Kempt. Cependant, il ne fut jamais retenu. Les premiers habitants de la région de Saint-Moïse venaient surtout des paroisses de Sainte-Angèle et de Saint-Octave. Dans les noms des premiers pionniers, l'on retrouve Georges Saint-Amand, Éphrem Harvey et Étienne Gagné qui sont arrivés dans la région dans la fin des années 1860.
Fondée en 1870 et érigée canoniquement en 1873 par monseigneur Jean Langevin, Saint-Moïse est l'une des plus anciennes paroisses de la Vallée de la Matapédia. La dénomination retenue, également attribuée à la municipalité de paroisse érigée en 1878, rappelle le souvenir de l'abbé Moïse Duguay (1820-1870), archiprêtre du diocèse de Rimouski (1869-1870) et premier curé de Sainte-Flavie (1850-1870) qui est le lieu d'origine de bon nombre des pionniers de la région de La Matapédia et qui fut le premier missionnaire de la colonie naissante de Saint-Moïse.
Plusieurs histoires et légendes racontent que la première neige aurait été inventée à Saint-Moïse, lieu très bien situé pour les tempêtes de neige dans le courant de l'année.

## Géographie
Saint-Moïse a été bâtie sur la ligne de partage des eaux qui séparent le bassin du fleuve Saint-Laurent de celui de la baie des Chaleurs à l'entrée de la vallée de la Matapédia. La municipalité est située à 32 km au nord-ouest d'Amqui.
À partir du lac à Bon-Dieu, dans le sud-ouest de la municipalité, la rivière Tartigou coule vers le nord-est puis vers l'ouest pour retraverse la limite nord-ouest.
À partir du lac Saint-Noël, dans le nord-est, la Rivière Sayabec coule vers l'est.
Son territoire est parsemé de plans d'eau dont les lacs à Ti-Blasse, à Pierre, du Quinzième Mille et le Grand Étang.

## Démographie

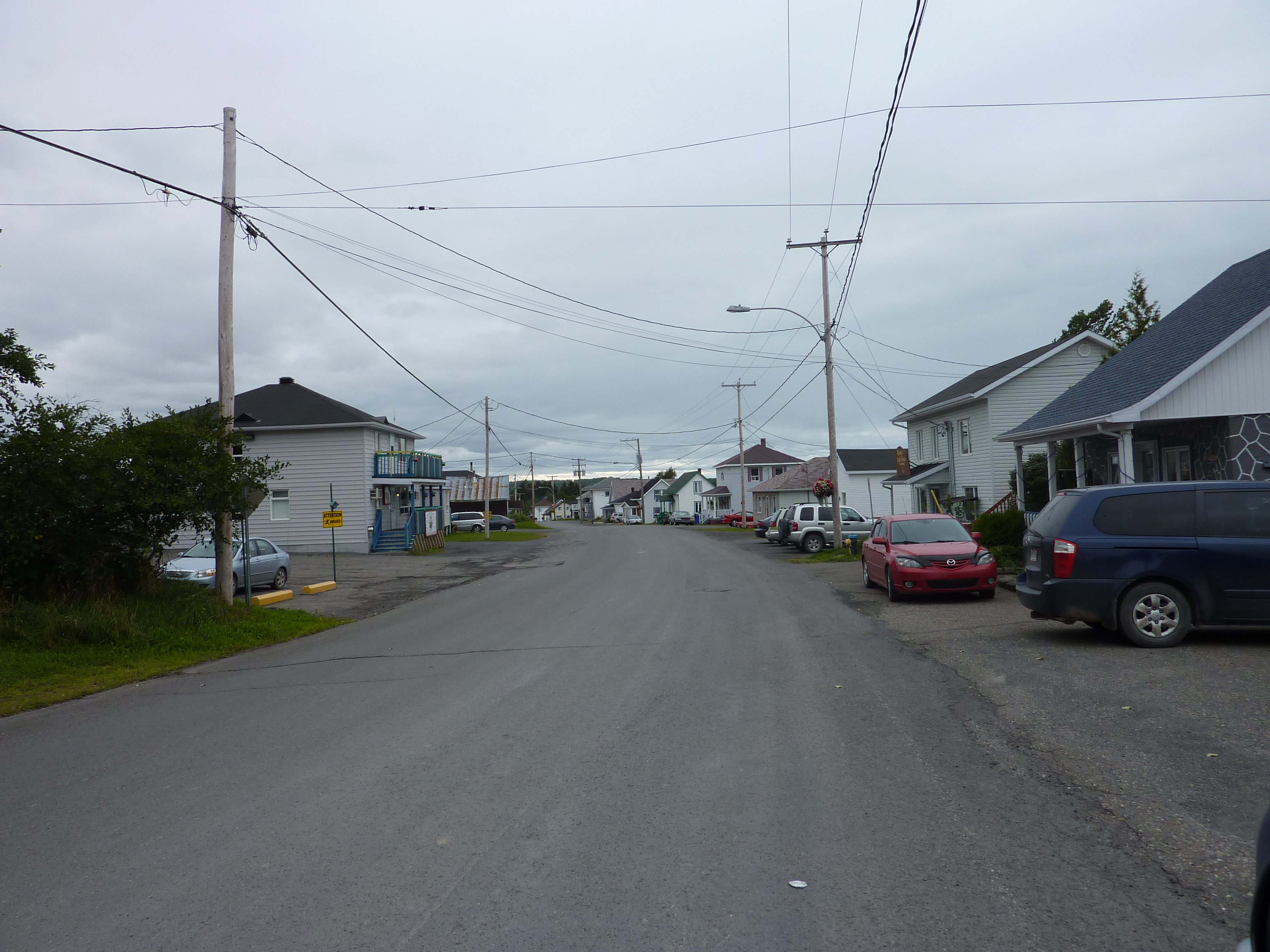
Village de Saint-Moïse en août 2009

| 1996 | 2001 | 2006 | 2011 | 2016 | 2021 |
| ---- | ---- | ---- | ---- | ---- | ---- |
| 625  | 633  | 625  | 577  | 580  | 542  |

## Administration
Les membres du conseil municipal sont élus en bloc sans division territoriale pour un mandat de quatre ans. Le conseil est composé d'un maire et de six conseillers :
- Maire : Patrick Fillion
- Conseiller no 1 : VACANT
- Conseiller no 2 : Nelson Sirois
- Conseiller no 3 : Diane Parent
- Conseiller no 4 : Maxime Anctil
- Conseillère no 5 : Nancy Côté
- Conseiller no 6 : Guylaine Kenney

| Saint-Moïse Maires depuis 2002                                                                                       |                 |         |          |
| Élection | Maire           | Qualité | Résultat |
| 2002 | Paul Lepage     |         | Voir     |
| 2005 | Paul Lepage     | Voir    |          |
| 2009 | Paul Lepage     | Voir    |          |
| 2013 | Paul Lepage     | Voir    |          |
| 2017 | Paul Lepage     | Voir    |          |
| 2021 | Patrick Fillion |         | Voir     |
| Élection partielle en italique Depuis 2005, les élections sont simultanées dans toutes les municipalités québécoises |                 |         |          |

De plus, la secrétaire-trésorière actuelle est madame Monique Bouchard.

## Représentations politiques
Au provincial, Saint-Moïse fait partie de la circonscription de Matane-Matapédia. En 2012, c'est le député Pascal Bérubé qui est élu pour représenter Saint-Moïse à l'Assemblée nationale pour le Parti québécois.
 Canada : Saint-Moïse fait partie de la circonscription fédérale de Avignon—La Mitis—Matane—Matapédia. Elle est représentée par Kristina Michaud, députée du Bloc québécois.

## Situation économique
Le village a une économie surtout basée sur l'agriculture et, en second lieu, la forêt.

## Patrimoine
L'église de Saint-Moïse construite de 1914 à 1916 est de style de la Renaissance baroque. C'est la plus ancienne église de la vallée de la Matapédia. De plus, l'église est située sur un promontoire dominant les environs.

## Devise
La devise du village est « S'unir pour grandir ».

## Galerie

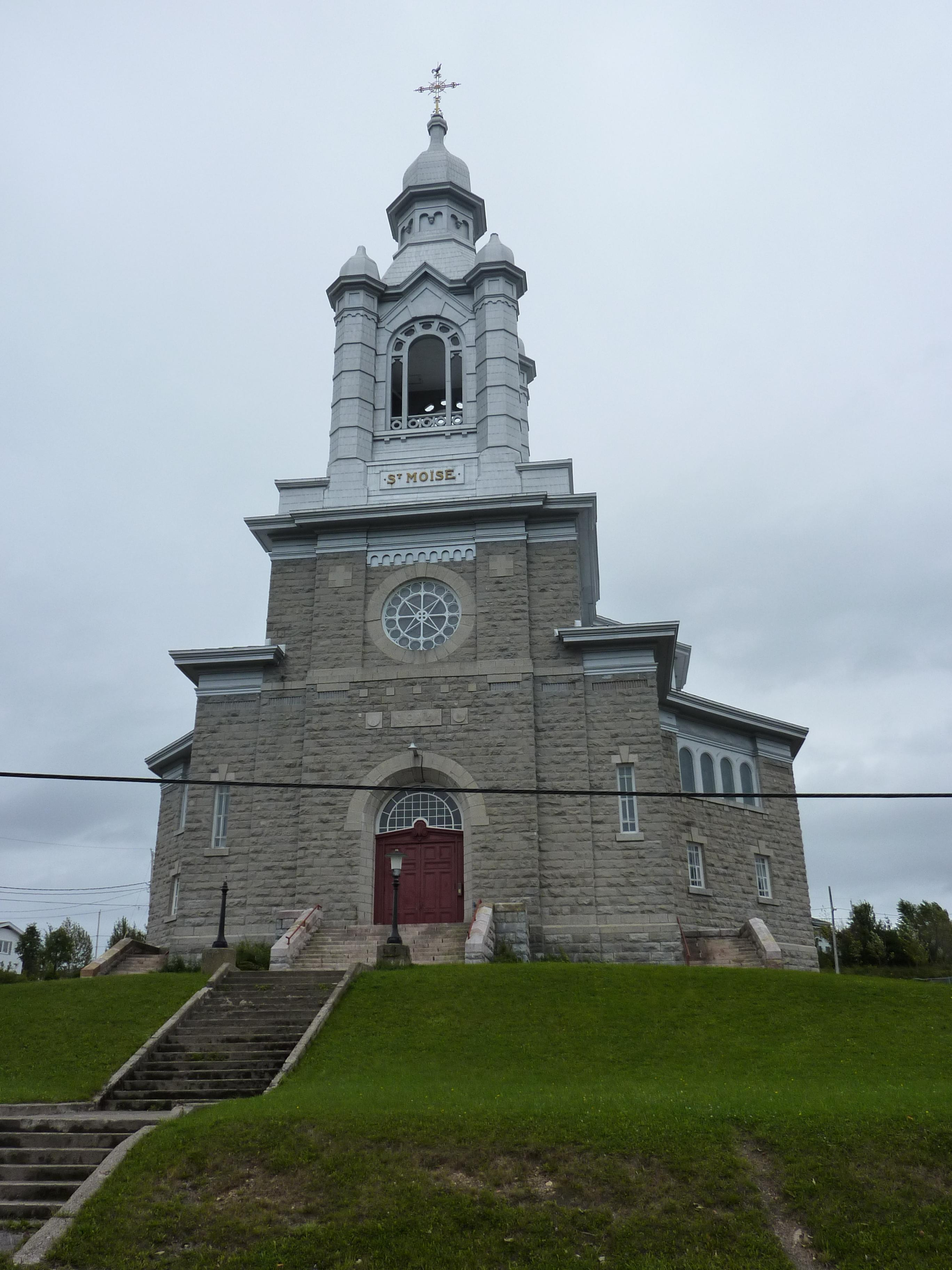
Église de Saint-Moïse en août 2009
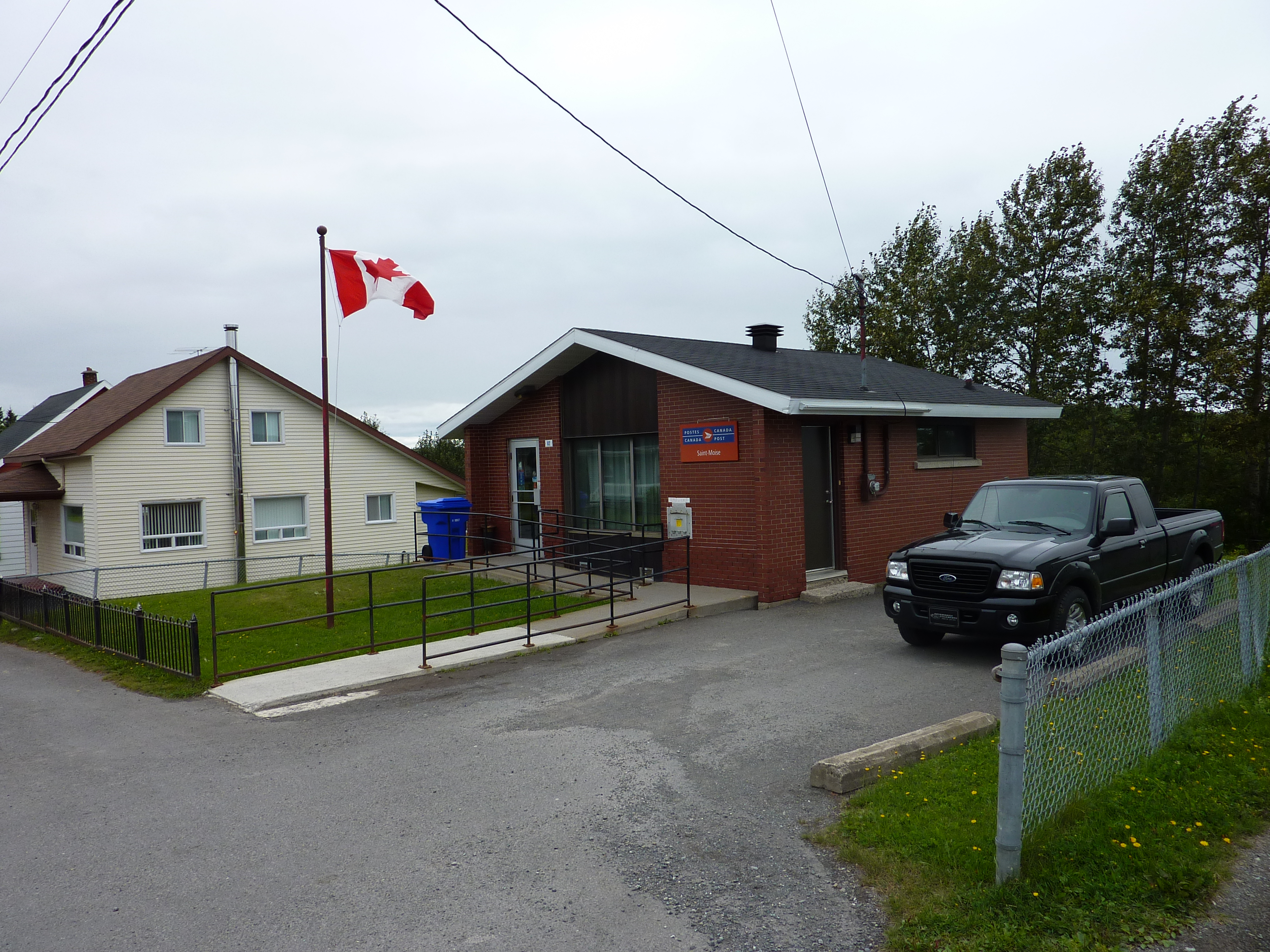
Bureau de poste de Saint-Moïse en août 2009